# Ursus arctos gyas
Ursus arctos gyas (Engels: Peninsula Giant Bear) is een ondersoort van de bruine beer. De beer leeft langs de kust van Alaska. In het binnenland van Alaska leeft een andere ondersoort van de bruine beer, de grizzlybeer (U. a. horribilis of soms U. a. Alascensis). De U. a. gyas heeft in vergelijking met de binnenlandse variant meer beschikking over zalmrivieren, waardoor de beer een stuk groter wordt dan de grizzlybeer, aangezien zalmen rijk zijn aan eiwitten. Bovendien heeft de U. a. gyas langere nagels.
Europese bruine beer (U. a. arctos) · Kamtsjatkabeer (U. a. beringianus) · Oost-Siberische bruine beer (U. a. collaris) · U. a. dalli · Gobibeer (U. a. gobiensis) · U. a. gyas · Grizzlybeer (U. a. horribilis) · Isabelbeer (U. a. isabellinus) · Oessoeribeer (U. a. lasiotus) · Marsicaanse bruine beer (U. a. marsicanus) · Kodiakbeer (U. a. middendorffi) · Tibetaanse blauwe beer (U. a. pruinosus) · U. a. pyrenaicus · U. a. sitkensis · U. a. stikeenensis · Syrische bruine beer (U. a. syriacus)